# Сютлюдже (квартал)
Сютлюдже (на турски: Sütlüce) е квартал на източния бряг на Златния рог в район Бейоглу в Истанбул, Турция. Той гледа към Еюп, едно от най-свещените места в Истанбул, от другата страна на водата. Непосредствено на север от Сютлюдже се намират Алибейкьой и Каътхане, някога, като Сладките води на Европа, известни красиви места на два потока, които се вливат в Златния рог. Непосредствено на юг е Хаскьой.
През 19-ти и началото на 20-ти век Сютлюдже страда от решението да се превърне някогашния известен красив район в индустриална зона. Със закъснение през първите две десетилетия на 20-ти век той се преустроива с туристическо бъдеще. Най-забележителният му паметник е крайбрежният конферентен център Халич, пред който копия на старите кайки, които са пътували по Златния рог, чакат да пренесат туристите до Еюп на отсрещния бряг. Модерна алея води на север до Miniaturk, където много от най-известните забележителности на Турция са възпроизведени в миниатюра.
Фериботът Златен рог спира в Сютлюдже, свързвайки го с Юскюдар, Каракьой, Фенер, Балат, Айвансарай, Хаскьой и Еюп.

## Конферентен център Халич
През 1923 г. на брега на Златния рог е построена най-голямата кланица в Истанбул по планове, изготвени от архитектите Осман Фитри и Марко Логос. Неизбежно е причинил значително замърсяване на въздуха и водата и в крайна сметка е бил затворен през 1984 г., отваряйки отново като конферентен център Халич през 2009 г. Днес той стои като чудесен пример за първия национален архитектурен стил на Турция. Атрактивните му кули някога са служили като ледени къщи в дните преди охлаждането.
Преустройството на кланицата е финансирано от община Истанбул като част от по-голям план за подобряване на състоянието на Златния рог и обръщането му от тежката промишленост към туризма. Разполага с панаир от 9400 м2, кей от 8 250 м2 със зелено пространство от 17 000 м2. Комплексът се състои от концертна зала за 3000 души, театър за 1100 души, три киносалона с капацитет 800 места, 14 работни зали и ресторант с 650 места.
Центърът приема около 30 000 делегати за 5-ия Световен воден форум между 16 и 20 март 2009 г.

## Образование
Истанбулският търговски университет и университетът Халич имат кампуси в Сютлюдже.